# Betty Christian
Betty Christian (geb. 23. November 1942, Pitcairninseln) ist Kommunikationsbeauftragte und Inselsekretärin der Pitcairninseln. Der Inselsekretär wird vom britischen Hochkommissar in Neuseeland (Kolonialgouverneur) ernannt und ist von Amts wegen Mitglied des Inselrates, der gesetzgebenden Körperschaft der letzten verbliebenen britischen Kolonie im Pazifik. Zuvor war sie 1990 und 1993 gewähltes Mitglied des Rates.

## Leben
Betty Christian ist „Pitcairner“ in sechster Generation. Sie erhielt ihre Schulbildung an der Pulau School in Pitcairn und studierte Meteorologie und Radiotelegraphie und Telefonie. Sie trat 1963 in den Kommunikationsstab der Insel ein und folgte ihrem Ehemann, Tom Christian (den sie im Mai 1966 geheiratet hatte) als Communications Officer im November 2000. Das Paar hat vier Töchter, die alle im Ausland leben, und zwei Enkel.

## Rolle im Missbrauchsprozess von Pitcairn 2004
Christian brach öffentlich mit den meisten ihrer Landsleute aus Pitcairn, als im Prozess wegen sexueller Übergriffe in Pitcairn im Jahr 2004, in dem sechs von sieben Angeklagten wegen verschiedener Anklagen wegen Vergewaltigung, unzüchtiger Körperverletzung und Pädophilie verurteilt wurden, Berufung gegen die Urteile eingelegt wurde. Mit der öffentlichen Unterstützung der meisten Frauen der Insel, darunter auch einiger der mutmaßlichen Opfer, legten die sechs Beschuldigten Berufung gegen ihre Urteile ein. Sie behaupteten, dass gemäß der polynesischen Kultur sexuelle Aktivitäten in jungen Jahren als normal angesehen werden, und, dass sie sich nicht bewusst waren, dass Sex mit Minderjährigen eine Straftat sei. Solche Handlungen waren nach britischem Recht illegal. Sie stellten auch die Anwendbarkeit des britischen Rechts auf Pitcairn in Frage und behaupten, dass ihre Vorfahren faktisch auf ihre britische Staatsbürgerschaft verzichtet hätten, indem sie bei der Meuterei der HMS Bounty Verrat begangen hätten, und, dass die Inseln nie rechtmäßig in das Britische Empire eingegliedert worden sei.
Christian hingegen argumentierte anders, als sie vor dem Obersten Gerichtshof von Pitcairn (Pitcairn Supreme Court) in Papakura, Neuseeland, aussagte. Der Gerichtshof war speziell für den Prozess mit neuseeländischen Richtern gebildet worden. Christian wies die Behauptungen der Angeklagten zurück, mit der Begründung, dass die Inselbewohner gut gebildet, weit gereist und sich der Sachlage gut bewusst seien, was legal sei und was nicht. Sie betonte außerdem, dass die Inselbewohner sich immer als Briten gesehen hätten und dass der Status des Territoriums als britische Dependency bis dato niemals in Frage gestellt worden sei. Erst Mayor Steve Christian, damals einer der Beschuldigten in den Vergewaltigungsvorwürfen (er wurde später verurteilt), brachte die Frage bei einer Decolonization Conference der Vereinten Nationen auf. Die Anklage gegen ihn war bis dahin nicht veröffentlicht worden.
Christian lehnte die Argumentation von Adrian Cook, dem Verteidiger der Beschuldigten, ab, dass die Personen, die 1789 verantwortlich für die Meuterei auf der Bountygewesen waren, niemals legal ihre tahitianischen Gefährtinnen geheiratet hätten. Somit wären deren Kinder illegitim und hätten die Nationalität ihrer Mütter erhalten. Christian betonte, dass bis in neueste Zeit die Inselbewohner niemals ihre polynesische Erblinie hervorgehoben hätten. Sie widersprach auch der Verteidigung, dass  Sex mit Minderjährigen in der Gesellschaft der Pitcairninseln immer als normal gegolten hätte. Sie sagte, dass die Gemeinschaft traditionellen Werten folgte, die in keiner Weise verschieden von irgendeiner anderen modernen Gesellschaft seien.
2008 wurde ihr für ihre Verdienste um die Gemeinschaft der Insel ein Order of the British Empire (OBE) verliehen.